# Luis Mena (Fußballspieler, 1979)
Luis Arturo Mena Irarrázabal (* 28. August 1979 in Puente Alto, Santiago) ist ein ehemaliger chilenischer Fußballspieler und heutiger -trainer. Mit dem CSD Colo-Colo gewann er elf nationale Meisterschaften und ist damit Rekordträger Chiles. Er spielte auf der Position des Innenverteidigers und absolvierte ein Länderspiel für Chile.

## Karriere

### Verein
Luis Mena begann seine Karriere im Profifußball beim CSD Colo-Colo und blieb dem Verein bis 2014 treu. Lediglich 2001 spielte er leihweise eine Saison für Deportes Puerto Montt. Mit dem Hauptstadtverein gewann er von 1996 bis zu seinem Karriereende 2014 elf Meisterschaften. Damit holte der Defensivspieler die meisten Meisterschaften in Chiles höchster Liga. Während seiner aktiven Zeit belegte Mena Kurse in sportlicher Erziehung an der Universidad de Las Américas. Seine Trainerlizenz erwarb Mena schließlich 2016.

### Nationalmannschaft
Mit der U-20-Nationalmannschaft nahm Luis Mena als Kapitän der Mannschaft am Turnier L'Alcúdia International Football Tournament in Spanien teil, das Chile gewann. Sein erstes und einziges Länderspiel für die A-Nationalmannschaft Chiles absolvierte er am 21. Februar 1999 im Freundschaftsspiel gegen die USA.

### Trainer
Im Januar 2021 wurde Luis Mena Interimstrainer der Frauenmannschaft des CSD Colo-Colo. Nach nur eineinhalb Monaten bekam er die dauerhafte Tätigkeit als Trainer der Mannschaft. Im Mai 2023 wurde Mena als neuer Trainer der Frauennationalmannschaft Chiles vorgestellt.

## Erfolge
- Chilenischer Meister (11): 1996, 1997-C, 1998, 2002-C, 2006-A, 2006-C, 2007-A, 2007-C, 2008-C, 2009-C, 2013/14-C
- Chilenischer Pokalsieger (1): 1996